# Сеятель (Краснодарский край)
Се́ятель — хутор в Курганинском районе Краснодарского края.
Входит в состав Михайловского сельского поселения.

## География
Хутор находится на расстоянии 6 км к северо-западу от города Курганинск, административного центра района.

## Население
| 2002 | 2010 |
| ---- | ---- |
| 141  | ↘122 |

## Улицы
На хуторе имеется одна улица — 17 Партсъезда